# 竹下哲史
竹下 哲史（たけした あきふみ、1983年5月26日 - ）は、三重県鈴鹿市出身の元プロ野球選手（内野手）。2006年から2007年まで育成選手として中日ドラゴンズに所属していた。2008年からは、社会人野球のエイデン愛工大OB BLITZ（現：BASEBALL ONE BLITZ）でプレー。2015年に選手兼任でコーチを務めた後に、2016年1月22日から監督を兼任し、2019年からは監督を専任していた。

## 経歴
豊田大谷高等学校から名古屋商科大学に入学。大学4年の秋に、愛知大学野球連盟2部リーグで優勝するとともに、同リーグの最優秀選手に選ばれた。
大学時代に中村順司監督の下で磨かれた堅実な守備が評価されたことから、2005年のプロ野球育成ドラフト会議では、中日ドラゴンズから1巡目で指名。NPBでこの年から育成選手制度を導入したことを背景に、球団史上初めて、育成選手として入団した。ちなみに、背番号は202で、当時のNPB史上最も大きな数字を使用した。
2006年には、2月26日のオープン戦に途中から出場すると、プロ初安打を放った。シーズン中は、ウエスタン・リーグ公式戦22試合に出場したが、通算21打席で19打数2安打（打率.105）という成績にとどまった。
2007年には、ウエスタン・リーグ公式戦10試合に出場。通算9打席で7打数2安打（打率.286）、1得点という成績を残した。しかし、支配下選手登録や一軍昇格に至らないまま、10月30日に球団から戦力外通告を受けた。
2007年11月の12球団合同トライアウトに参加したが、プロ野球他球団への移籍には至らず、地元の家電量販店・エイデンの関連会社へ入社。2008年からは、社業に就くかたわら、同社がスポンサーを務める社会人野球のクラブチームのエイデン愛工大OB BLITZ（現：BASEBALL ONE BLITZ）でプレーを続けた。
エイデンが社名をエディオンEASTへ変更した2012年からは、エディオンコミュニケーションズの本社商品部に勤務。その一方で、チームでは主力選手として活躍を続けている。
2015年からはコーチを兼任し、2016年からは阪神タイガースの投手だった梶原和隆の後任として監督を兼務する。
2019年からは監督専任となり、同チームのメインスポンサーがBASEBALL ONEになってからは、同社のベースボールアナライザーも務めている。現在は監督からは退任している。

## 詳細情報

### 年度別打撃成績
- 一軍公式戦出場なし

### 背番号
- 202 （2006年 - 2007年）